# Devil’s Pie
Devil’s Pie ist eine freie Software, mit der sich Fenster automatisch positionieren und verwalten lassen. Inspiriert von Sawfishs „Matched Windows“-Feature erkennt es Fenster, wenn sie geöffnet werden und verändert diese je nach Einstellung.
Zum Beispiel kann man eine Regel erstellen, sodass jedes Fenster mit Firefox im Titel an eine bestimmte Position verschoben wird, oder eine bestimmte Größe zugewiesen bekommt. Es ist auch möglich, Fenster auf andere Arbeitsflächen zu verschieben, sie zu maximieren, immer im Vordergrund anzuzeigen, oder nicht mehr in der Taskleiste anzuzeigen.

## Konfiguration
Früher lief die Konfiguration über XML ab, doch jetzt wird eine Art Programmiersprache auf Scheme-Basis verwendet. Dies ermöglicht es, umfangreiche Regeln zu erstellen, denn es wird ein umfangreicher Befehlssatz mitgebracht. Dieser Codeabschnitt positioniert Mozilla Thunderbird 300 Pixel vom linken Bildschirmrand entfernt und 500 Pixel vom oberen entfernt. Außerdem setzt es die Fenstergröße auf 600 × 400 Pixel. Dies wird jedoch nur auf das Hauptfenster und das Editierungsfenster angewendet:
```
  
(
if

    
(
and

        
(
is
 
(
application_name
)
 
"Thunderbird"
)

        
(
or

            
(
contains
 
(
window_name
)
 
"Thunderbird"
)

            
(
contains
 
(
window_name
)
 
"Verfassen:"
)

        
)

    
)

    
(
begin

        
(
geometry
 
"600x400+300+500"
)

    
)

)

```

## gDevilspie

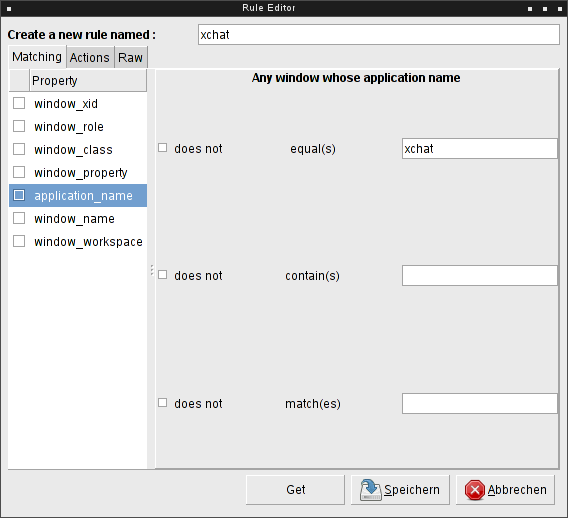
Einstellung der Erkennungsregeln

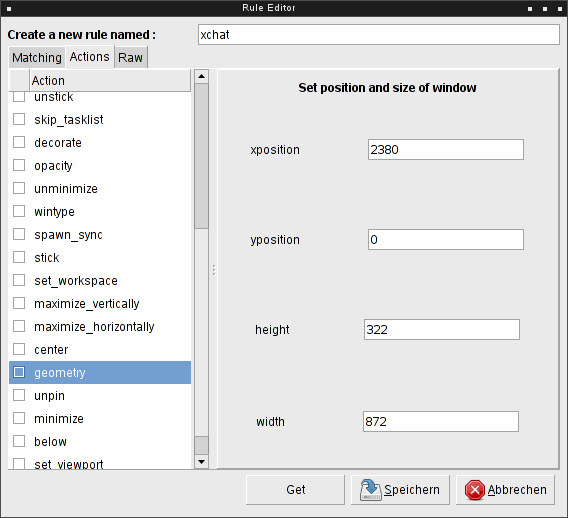
Einstellung der auszuführenden Aktion

Da sich die manuelle Konfiguration recht schwierig gestaltet, hat ein anderes Projekt ein grafisches Konfigurationsprogramm erstellt, welches momentan in der Version 0.31 vorliegt und unter der GNU General Public License v2 lizenziert ist.
Das in Python geschriebene GUI ermöglicht sowohl die Steuerung als auch die Konfiguration von Devil’s Pie. Dabei können die Einstellungen von den gerade geöffneten Fenstern per Mausklick importiert oder manuell eingegeben werden. Die daraus resultierende Konfiguration kann aber auch manuell bearbeitet werden.